# Buon viaggio della vita
Buon viaggio della vita è un triplo album dal vivo di Claudio Baglioni pubblicato nel 2007.
Il disco non può essere considerato un vero e proprio live. L’intenzione di Baglioni, infatti, è quella di proseguire il suo percorso di sperimentazione, ricercando nuove soluzioni sceniche e un modo innovativo di concepire i dischi – come farà per tutto il decennio successivo. In quest’ottica, l’artista decide di registrare in studio oltre trenta brani, completamente rivisitati e riarrangiati da zero insieme alla band. Tutti gli strumenti vengono suonati dal vivo e contemporaneamente, come in una performance live, ma all’interno di un contesto da studio di registrazione. Baglioni propone queste nuove sonorità e arrangiamenti, che anticipano il fortunato tour Tutti qui, durato due anni tra il 2006 e il 2007. Non a caso, il disco è anche sottotitolato Anteprima tour Tutti qui, sancendo così il legame diretto con la tournée.

## Il disco
Si presenta come un raccolta di pezzi eseguiti all'interno di uno studio di registrazione in presenza di 500 persone, la cui ubicazione e nome non sono inclusi nei credits inseriti nel booklet del CD. Simboleggia la "tappa zero" del Tutti qui Tour realizzato poi nei palasport al centro, sulla base degli arrangiamenti eseguiti in questo disco.il cd n 3 invece contiene brani riarrangiati e ricantati senza presenza di pubblico

## Tracce

### CD 1
1. Tutti qui
2. Strada facendo
3. Noi no
4. Avrai
5. Medley Jè Jè (Porta Portese, A modo mio, Signora Lia, W l'Inghilterra, Notti, Serenata in Sol)
6. Mai più come te
7. Amori in corso
8. Poster
9. Medley Atmo (Con tutto l'amore che posso, Io dal mare, Ragazze dell'Est, Quei due, Domani mai, Acqua dalla luna)
10. Quante volte
11. Sono io
12. Buona fortuna

### CD 2
1. Medley Folk (Ragazza di campagna, I vecchi, Un po' di più, Fotografie, Vivi, Le vie dei colori)
2. Cuore d'aliante
3. E adesso la pubblicità
4. Notte di note, note di notte
5. Medley Rock (Dagli il via, Un nuovo giorno un giorno nuovo, Io me ne andrei, Quanto ti voglio, Bolero, Grand'uomo)
6. Via
7. Medley Song (Questo piccolo grande amore, Amore bello, E tu, Sabato pomeriggio, Solo, E tu come stai)
8. Io sono qui
9. Mille giorni di te e di me
10. La vita è adesso

### CD 3
1. Buon viaggio della vita
2. '51 Montesacro
3. Acqua nell'acqua
4. Fammi andar via
5. Dov'è dov'è
6. Tutto in un abbraccio
7. Naso di falco
8. Fratello sole, sorella luna
9. Cinque minuti e poi
10. Signora dalle ore scure
11. Pace
12. Tienimi con te
13. Doremifasol

## Formazione
- Claudio Baglioni - voce, pianoforte, chitarra acustica ed elettrica
- Paolo Gianolio - chitarra acustica ed elettrica, violoncello, cori
- John Giblin - basso e contrabbasso elettrico
- Roberto Pagani - pianoforte, tastiera, fisarmonica, vibrafono, viola, clarino, banjo, sax contralto e cori
- Stefano Pisetta - batteria e percussioni
- Pio Spiriti - violino, tastiere, fisarmonica, clavietta e cori
- Alessio Guerrieri
- Maurizio Magliocchi
- Alessandro Roseo
- Michele Russotto
- Remo Scafati
- Testi e musiche di Claudio Baglioni (eccetto Fratello sole, sorella luna  di Riz Ortolani e Cinque minuti e poi di Guido Lamorgese e Arturo Prestipino).
- Arrangiamenti: Claudio Baglioni e Paolo Gianolio

## Classifiche

### Classifiche settimanali
| Classifica (2007) | Posizione massima |
| ----------------- | ----------------- |
| Italia            | 3                 |

### Classifiche di fine anno
| Classifica (2007) | Posizione |
| ----------------- | --------- |
| Italia            | 75        |